# آتباتان
آتباتان یکی از روستاهای استان آذربایجان شرقی است که در دهستان مهران‌رود مرکزی بخش مرکزی شهرستان بستان‌آباد واقع شده‌است.این روستا ۳۶۹ نفر جمعیت دارد.

## موقعیت جغرافیایی
این روستا با شهرستان سراب ۶۳کیلومتر فاصله دارد. در این روستا سردخانه و ماسه شویی قرار دارد.در این روستا مردم به کشاورزی و دامداری مشغول هستند و باغ و طبیعت های زیادی در این روستا هستند.